# 神町站
神町站（日语：／ Jimmachi eki */?）位于山形县東根市神町，是东日本旅客铁道（JR東日本）管辖的鐵路車站。本区间奥羽本线爱称为山形线。
2000年前，站房大部分土地为天童市飞地“天童市大字乱川字西原”，后来这片土地被无偿转让给东根市管理。

## 相邻车站
東日本旅客铁道（JR東日本）
■奥羽本线
■普通
乱川－神町－樱桃东根